# Can (ban nhạc)
Can là một ban nhạc rock người Đức thành lập tại Cologne, Tây Đức, năm 1968. Sau đó được xem là một trong những nhóm krautrock đầu tiên, Can kết hợp nhiều ảnh hưởng từ avant-garde, âm nhạc tối giản, nhạc điện tử, và world music vào thứ âm nhạc biến tố psychedelic và funk của họ.
Can xây dựng âm nhạc chủ yếu qua sáng tác tập thể không gò bó—ban nhạc ứng tác theo kiểu nhạc jazz — rồi chỉnh sửa để tạo thành kết quả cuối cùng; tay bass/kỹ thuật viên Holger Czukay mô tả những buổi diễn trực tiếp và trong phòng thu là "những sáng tác trong khoảnh khắc". Họ đạt được một số thành công thương mại nhất định, những đĩa đơn như "Spoon" và "I Want More" vào được bảng xếp hạng quốc gia. Với những album như Monster Movie (1969), Tago Mago (1971), Ege Bamyasi (1972) và Future Days (1973), ban nhạc đã tạo nên những ảnh hưởng có giá trị cho avant-garde, experimental, ambient, new wave và nhạc điện tử.

## Thành viên
- Michael Karoli – guitar, hát, violin (1968–1979, 1986, 1988, 1991, 1999) (mất 2001)
- Jaki Liebezeit – trống, bộ gõ (1968–1979, 1986, 1988, 1991, 1999)
- Irmin Schmidt – keyboard, hát (1968–1979, 1986, 1988, 1991, 1999)
- Holger Czukay – guitar bass, kỹ thuật âm thanh, điện tử (1968–1977, 1986, 1988)
- David C. Johnson – kèn, điện tử và vận dụng băng thu (1968)
- Malcolm Mooney – hát (1968–1970, 1986, 1991)
- Damo Suzuki – hát (1970–1973)
- Rosko Gee – bass, hát (1976–1979)
- Rebop Kwaku Baah – bộ gõ, hát (1977–1979) (mất 1983)

### Cộng tác viên
- Manni Löhe – hát, bộ gõ và sáo (1968)
- Duncan Fallowell – lời (1974)
- René Tinner – kỹ thuật viên thu âm (1973 về sau)
- Olaf Kübler của Amon Düül – tenor saxophone (1975)
- Tim Hardin – hát & guitar (tháng 11 năm 1975)
- Thaiga Raj Raja Ratnam – hát (tháng 1–3 1976)
- Michael Cousins – hát (tháng 3–4l 1976)
- Peter Gilmour – lời, phối khí âm thanh trực tiếp (cuối thập niên 1970)
- Jono Podmore – bass (1999)

## Đĩa nhạc
- Monster Movie (1969)
- Soundtracks (1970)
- Tago Mago (1971)
- Ege Bamyasi (1972)
- Future Days (1973)
- Soon Over Babaluma (1974)
- Landed (1975)
- Flow Motion (1976)
- Saw Delight (1977)
- Out of Reach (1978)
- Can (1979)
- Rite Time (1989)